# Transliteracja
Transliteracja, w skrócie trl. – grafemiczny sposób konwersji pisma. 
Transliteracja to metoda przepisywania (konwersji) tekstu zapisanego oryginalnie znakami (pot. „literami”) jednego pisma fonetycznego (głoskowego czyli alfabetu, spółgłoskowego czyli abdżadu, alfabetyczno-sylabicznego czyli abugidy lub sylabariusza), z użyciem znaków („liter”) innego pisma fonetycznego, oparta na zasadzie ścisłej odpowiedniości liter: jednemu grafemowi (literze lub literze z diakrytyką, lub stałej grupie dwóch lub więcej liter) danego systemu pisma odpowiada zawsze jeden i ten sam grafem (litera, litera ze znakiem diakrytycznym lub grupa liter) drugiego systemu. Transliteracja umożliwia odtworzenie oryginalnego zapisu (retransliterację), co przeważnie nie jest możliwe w przypadku transkrypcji fonetycznej. Stosowana jest w opracowaniach naukowych, katalogach papierowych i elektronicznych bibliotecznych, archiwalnych, w atlasach geograficznych oraz na niektórych mapach.
Obecnie jednym ze standardów transliteracji jest Polska Norma ISO 9:2000 dotycząca transliteracji alfabetów cyrylickich i obowiązująca m.in. w archiwach i bibliotekach. Inne normy dotyczą alfabetów greckiego i jidysz oraz pisma spółgłoskowego (abdżadu) hebrajskiego. W słownikach ortograficznych podawane są zasady transkrypcji według zaleceń Komisji Językoznawczej PAN z 1959, zaś zasady transliteracji według Polskiej Normy: PN-59-01202, PN-70, N-01201, PN-83/N-01201. Dla nazw geograficznych stosowane są najczęściej zasady transkrypcji (znacznie rzadziej: transliteracji) ustalone przez Komisję Standaryzacji Nazw Geograficznych, oparte przeważnie na zasadach narodowych poszczególnych państw. 
Wbrew swej nazwie rozporządzenie Ministra Spraw Wewnętrznych i Administracji z dnia 30 maja 2005 w sprawie sposobu transliteracji imion i nazwisk osób należących do mniejszości narodowych i etnicznych zapisanych w alfabecie innym niż alfabet łaciński wprowadziło nie tyle sposób transliteracji, ile 7 sposobów transkrypcji fonetycznej nazwisk i imion zapisywanych oryginalnie alfabetami niełacińskimi: rosyjskim, ukraińskim, białoruskim, łemkowskim, hebrajskim, jidysz i ormiańskim, z uwzględnieniem zasad ortografii polskiej.

## Przykład
Norma ISO 9:2000 zastosowana w Katalogu online bibliotek UW
| cyrylica | alfabet łaciński |
| -------- | ---------------- |
| голова   | golova           |